# Love (Cirque du Soleil)

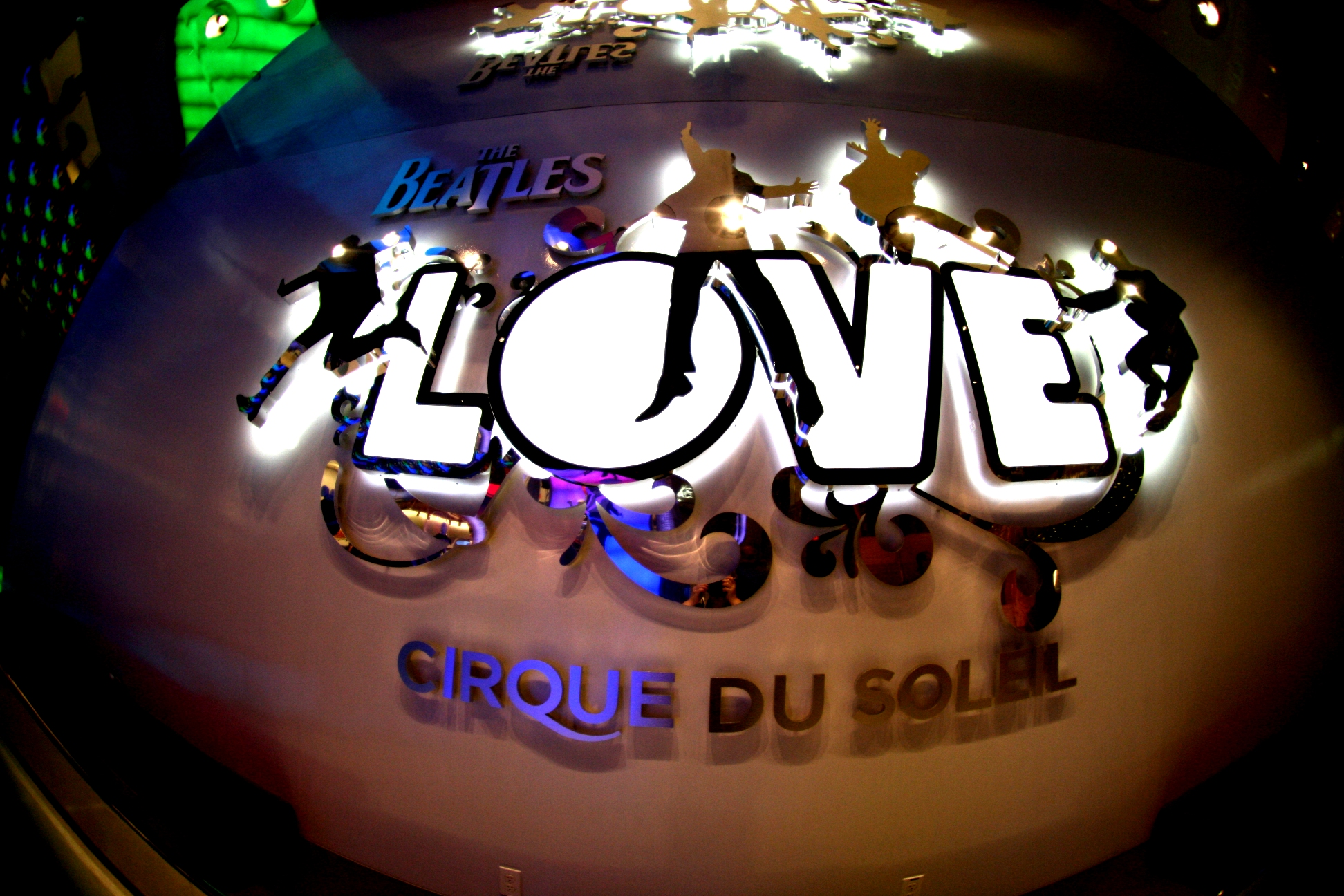
Imagen publicitaria de la producción teatral

Love es una producción teatral del 2006 por el Cirque du Soleil, que combina la música de reproducción y re-imaginado de The Beatles con una interpretación teatral del circo en una actuación en el escenario artístico y deportivo. El espectáculo se realiza en un teatro especialmente construido a la medida, el The Mirage en Las Vegas.
Una empresa conjunta entre el Cirque du Soleil y Apple Corps Ltd de The Beatles, es la primera producción que Apple Corps Ltd. se ha asociado. Love es escrita y dirigida por Dominic Champagne. Directores musicales son Sir George Martin, productor de casi todos los álbumes de los Beatles, y su hijo, el productor Giles Martin. Una banda sonora de la serie fue lanzado en noviembre de 2006.
El 26 de junio de 2007, los miembros sobrevivientes de The Beatles, Paul McCartney y Ringo Starr y las viudas de George Harrison (Olivia Harrison) y John Lennon (Yoko Ono) apareció en el programa Larry King Live de la CNN en The Mirage.

## Historia
El proyecto surgió de las discusiones en el año 2000 entre George Harrison y su amigo Guy Laliberté, uno de los fundadores del Cirque. Tres años de negociaciones entre los miembros sobrevivientes de The Beatles, Sir Paul McCartney y Ringo Starr, la viuda Olivia Harrison (que representa a George Harrison) y Yoko Ono (en representación de John Lennon), la compañía Apple Corps Ltd. propiedad de los Beatles y el MGM Mirage culminó en un acuerdo. 
El productor ejecutivo primero fue Neil Aspinall, el entonces director de Apple Corps Ltd. Dominic Champagne acciones el concepto de programa de crédito con el creador de Gilles Ste-Croix (uno de los fundadores del Cirque), que también se le acredita como el director de la creación. El director de la creación es Chantal Tremblay. Los boletos salieron a la venta 19 de abril de 2006. El preestreno se desarrolló entre junio 2 a junio 29. Durante estos shows, entre ellos 16 de junio y 17 de junio, que fueron atendidos por McCartney, los cambios se hicieron todas las noches sobre la base de la reacción del público, cortar o añadir secciones para añadir polaco. En la asistencia a la gala de apertura el 30 de junio fueron McCartney, Starr, Ono, Lennon Cynthia, Julian Lennon, Olivia y Dhani Harrison, y Sir George Martin. Fue la mayor reunión de los Beatles "familia" ya la desintegración de la banda. Al final del espectáculo, McCartney, Starr, Olivia, Ono y Martin subió al escenario. McCartney pidió a la multitud: "Sólo un aplauso especial, por John y George!" 
El 26 de junio de 2007 a todos se reunieron para el primer aniversario del espectáculo en The Mirage, donde se pone en escena el espectáculo El amor. McCartney, Starr, Olivia y Ono fueron entrevistados por Larry King de CNN, poco antes del espectáculo comenzó. El grupo descubrió una placa en el Hotel Mirage de Las Vegas en memoria de John Lennon y George Harrison. 
A partir de finales de octubre de 2010, el Cirque du Soleil ofrece visitas detrás del escenario del teatro El amor. La experiencia permite a los visitantes para ver el backstage alas, salas de formación, talleres de disfraces, área de descanso, y subir a una pasarela en el sonido y las cabinas de iluminación. No todas las experiencias serán las mismas, ya que el tour se lleva a cabo en torno a un "día normal", por lo que los artistas pueden o no estar entrenando, ensayando, o incluso trabajar fuera. 
En abril del 2024 el Cirque du Soleil anuncio el que el espectáculo bajaría el telón permanentemente tras 18 años en las vegas debido al cierre del hotel The Mirage lugar donde se presenta el espectáculo.
LOVE se presentó por última vez el 6 de julio de 2024 11 días antes del cierre del hotel The Mirage.

## Argumento
La historia traza la biografía de The Beatles a grandes rasgos desde los bombardeos, a través de la fundación de la banda y el ascenso al estrellato, sus obras psicodélicas y espirituales, y su separación, en 1970. El final es una gozosa celebración de los Beatles "reunión" que el espectáculo en sí representa.
Love recorre este camino sin depender de representaciones literales o históricos de las personas individuales. Su paisaje está habitado por personajes de ficción sacadas de canciones de The Beatles. El sargento Pimienta, una figura central, se encuentra con muchas caras conocidas, entre ellos Lucy en el cielo, Eleanor Rigby, Lady Madonna y el Sr. Kite. En una excepción a esta opción estilística, el "Here Comes the Sun" escena cuenta con un personaje parecido a Krishna. Del mismo modo, se incluyen varias escenas de barrido rematados, de cabello oscuro figuras en trajes negros. El reparto internacional asciende a 65 artistas. Cada canción o mezcla es el nombre de una escena.

## Personajes
Love tiene una gran cantidad de personajes que se inspiran en las canciones de los Beatles.
- Doctor Robert: El anfitrión de Love.
- Eleanor Rigby: Una mujer inglesa.
- Father McKenzie: Un predicador de los viejos tiempos.
- Fool
- Groupies
- Her Majesty: Como un símbolo de orgullo para la nación, ella se ve a menudo en un marco ovalado de gran tamaño.
- Julia: Evoca la madre de John Lennon.
- Kids of Liverpool
- Krishna: une las culturas y los sonidos de Oriente y Occidente.
- Lady Madonna
- Lucy and the Firemen
- Mr. Piggy: Representa los valores tradicionales de la aristocracia.
- Nowhere Men: Representar al espíritu de la época del amor.
- Nurses
- Sailors
- Sgt. Pepper
- Sugar Plum Fairy
- Teddy Boys
- Walrus / Eggman

## Actos
- Korean rope
- Russian swing
- Rope contortion
- Bungee
- Trampoline
- Latex rope
- Skater
- Spanish web
- Free running

## Música
Las canciones que cubren las diferentes fases del cuarteto fueron extraídos de varias cintas maestras de los Beatles.
Para la producción del álbum (que también fue lanzado en DVD de audio, sistema de sonido con Dolby Digital 5.1) se utilizaron las más avanzadas tecnologías, técnicas y collages se superponen, "mezclando" varios extractos de algunos de la música del cuarteto, que dio como resultado en un sonido diferente, que recrea.
Todas las canciones escritas por John Lennon y Paul McCartney, excepto lo indicado.
- Because - 02:44
- Get Back - 2:05
- Glass Onion - 01:20
- Eleanor Rigby
- Julia (de transición) - 3:05
- I Am the Walrus - 04:28
- I Want to Hold Your Hand - 01:26
- Drive My Car / The Word / What You're Doing - 01:54
- Gnik Nus - 00:55
- Something (George Harrison)
- Blue Jay Way (de transición) - 3:29
- Being for the Benefit of Mr. Kite! / I Want You (She's So Heavy) / Helter Skelter - 03:22
- Help! - 02:18
- Blackbird / Yesterday - 02:31
- Strawberry Fields Forever - 4:31
- Within You Without You / Tomorrow Never Knows (Harrison, Lennon & McCartney) - 3:07
- Lucy in the Sky with Diamonds - 04:10
- Octopus's Garden (Ringo Starr) - 3:18
- Lady Madonna - 02:56
- Here Comes the Sun (Harrison)
- The Inner Light (Transition) - 4:18
- Come Together / Dear Prudence
- Cry Baby Cry (Transition) - 4:45
- Revolution - 2:14 (versión CD) / 03:23 (DVD version)
- Back in the USSR - 01:54 (versión CD) / 02:34 (DVD version)
- While My Guitar Gently Weeps (Harrison) - 3:46
- A Day in the Life - 5:08
- Hey Jude - 03:58
- Sgt. Pepper's Lonely Hearts Club Band (Reprise) - 1:22
- All You Need Is Love - 3:38

- Datos: Q2511457
- Multimedia: Love (Cirque du Soleil) / Q2511457